# Disolución de los monasterios

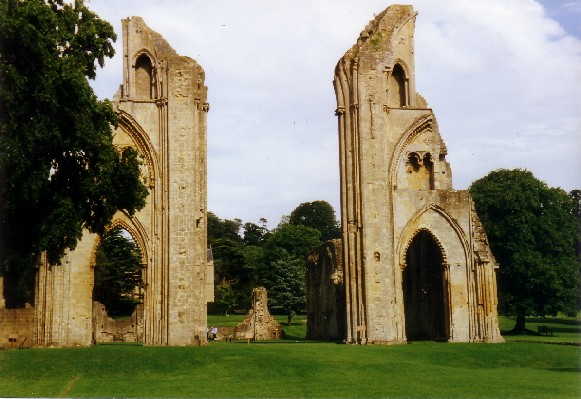
Ruinas de la Abadía de Glastonbury.

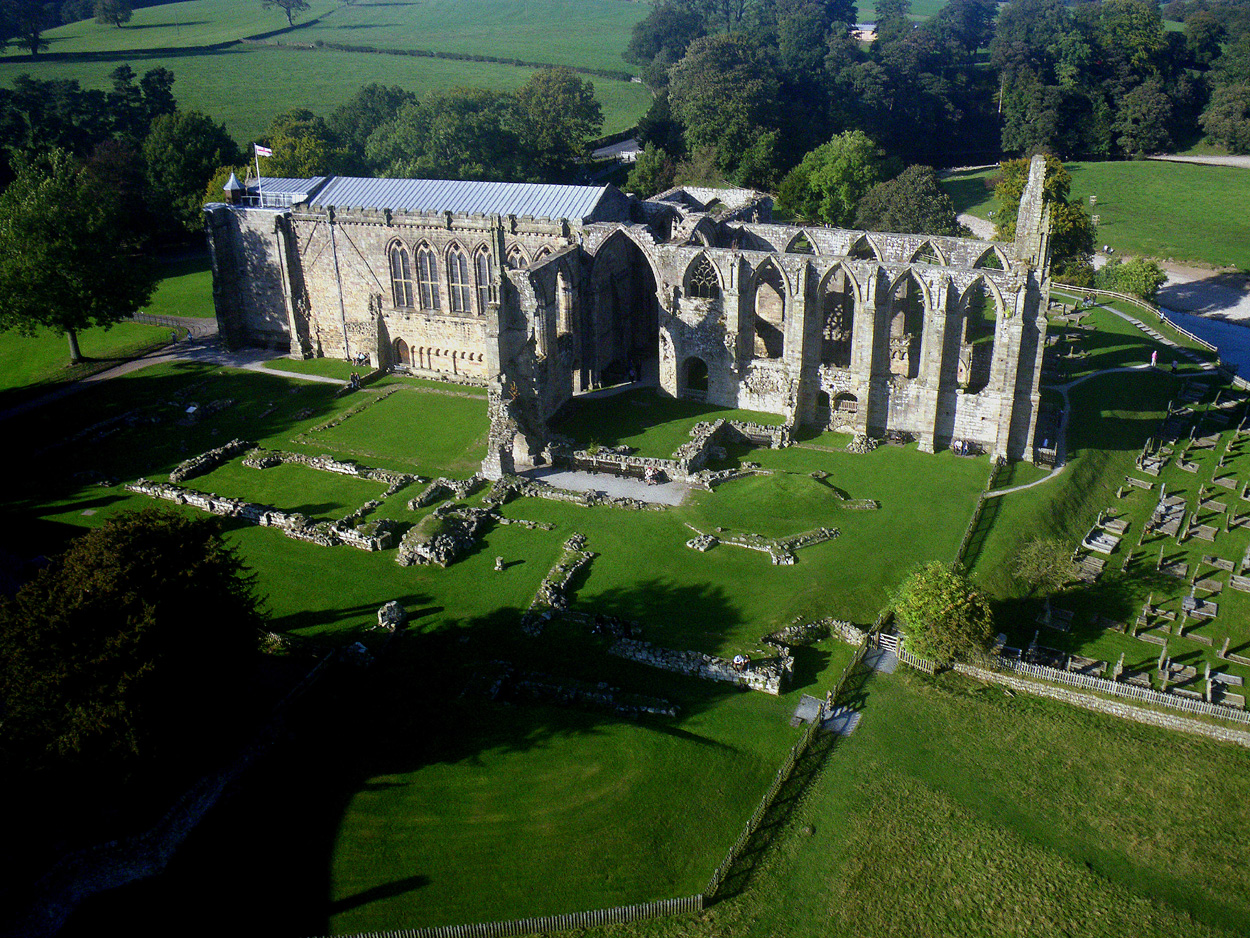
Ruinas de la Abadía de Bolton, en Yorkshire. Subsiste el coro de la iglesia.

La disolución de los monasterios (a la que se refieren los escritores católicos como la supresión de los monasterios) fue el proceso formal que tuvo lugar entre 1536 y 1540, por el cual el rey Enrique VIII de Inglaterra, que se proclamó a sí mismo cabeza de la Iglesia en Inglaterra, confiscó los bienes de las instituciones de la Iglesia católica en Inglaterra. Esto sucedió aproximadamente al mismo tiempo que la reforma protestante en la Europa continental.
Comenzó en 1534 cuando el parlamento autorizó a Thomas Cromwell a "visitar" los monasterios (abadías y conventos) aparentemente para que fueran informados de que serían supervisados por el rey en vez de por el Papa, pero en realidad para hacer un inventario de sus propiedades. Más tarde, en 1535, se delegó esa autoridad en una comisión. Ese verano los visitadores comenzaron a hacer su trabajo y, mientras, se predicaba en las parroquias contra los religiosos de vida conventual, preparando así la confiscación. Los visitadores enviaban al Parlamento informes escritos (probablemente falsos), que resaltaban la corrupción que había en los monasterios a los que se acusaba de delitos contra la moral y la hacienda.
Sobre la base de esos informes, en 1536, el Parlamento decretó que el rey de Inglaterra recibía la propiedad de todos los monasterios con ingresos anuales inferiores a 200 £. Como esa medida no produjo los ingresos esperados, en 1539 el Parlamento autoriza la entrega a la Corona de todos los monasterios. Algunos monasterios se resistieron pero después de que tres abades fueran ejecutados, el resto se resignó a los hechos; la creación de la Iglesia Anglicana supuso que Enrique VIII ofreciera también a numerosos abades y monjes la posibilidad de integrarse en la jerarquía de la nueva religión oficial como predicadores mantenidos por la corona, mientras que otros monjes recibirían una pensión vitalicia para compensar la pérdida de su medio de vida. De este modo muchos monasterios aceptaron la confiscación real sin mayor resistencia.
Los monasterios de Inglaterra y las órdenes religiosas a las que pertenecían poseían grandes extensiones de tierras fértiles, explotaciones agrícolas así como bienes inmuebles y en metálico, por lo cual su transferencia forzada a la Corona provocó una efectiva transformación de la economía; de hecho los diezmos recibidos por los monasterios siguieron siendo exigidos pero esta vez en calidad de tributo real. 
No obstante, la codicia de los funcionarios reales y la propia presión de Enrique VIII para acumular grandes fondos en poco tiempo generó que muchas propiedades fueran vendidas por montos ínfimos a la aristocracia y la pequeña nobleza de las áreas rurales; también desaparecieron muchas obras de arte porque no fueron consideradas como bienes para la venta. En tanto la Corona se había reservado la entrega de los objetos de oro y plata, los cristales, ornamentos, y objetos similares fueron vendidos a ricos terratenientes. Incluso los edificios religiosos fueron deliberadamente destruidos por el afán de obtener piedras para otras construcciones o vigas metálicas para su reventa. También se perdieron importantes libros y manuscritos antiguos, algunos destruidos pero muchos otros vendidos a coleccionistas ricos y luego sacados de Inglaterra y dispersados por Europa. Uno de los pocos que se salvó fue el Libro de Kells, que fue sacado de Inglaterra, con dirección a Irlanda, por el abad saliente.

## Listado de monasterios suprimidos
Los monasterios siguientes fueron disueltos por el rey Enrique VIII de Inglaterra. La lista no es exhaustiva, ya que antes de la Reforma existían más de 800 casas religiosas y prácticamente todas las ciudades, de cualquier tamaño, tenían al menos una abadía, priorato o convento (frecuentemente pequeñas residencias de monjes, monjas, canónigos o frailes). 
| N.º | Imagen | Nombre                              | Ubicación                                 | Condado                  | Orden                          | Año de disolución | Ref(s) |
| --- | ------ | ----------------------------------- | ----------------------------------------- | ------------------------ | ------------------------------ | ----------------- | ------ |
| 1   |        | Abbotsbury Abbey                    | Abbotsbury                                | Dorset                   | Benedictinos                   | 1538              |        |
| 2   |        | Abingdon Abbey                      | Abingdon                                  | Oxfordshire              | Benedictinos                   | 1538              |        |
| 3   |        | Bardney Abbey                       | Bardney                                   | Lincolnshire             | Benedictinos                   | 1538              | [ 1 ]  |
| 4   |        | Bardsey Abbey                       | Aberdaron                                 | Gwynedd                  | Canónigos regulares            | 1537              | [ 2 ]  |
| 5   |        | Barking Abbey                       | Barking                                   | Greater London           | Benedictinos                   | 1539              | [ 3 ]  |
| 6   |        | Basingwerk Abbey                    | Holywell                                  | Flintshire               | Cistercienses                  | 1536              |        |
| 7   |        | Bath Abbey                          | Bath                                      | Somerset                 | Benedictinos                   | 1539              |        |
| 8   |        | Battle Abbey                        | Battle                                    | East Sussex              | Benedictinos                   | 1538              |        |
| 9   |        | Beauvale Priory                     | Hucknall                                  | Nottinghamshire          | Cartujanos                     | 1539              |        |
| 10  |        | Beaulieu Abbey                      | Beaulieu                                  | Hampshire                | Cistercienses                  | 1538              |        |
| 11  |        | Belvoir Priory                      | Belvoir                                   | Leicestershire           | Benedictinos                   | 1539              | [ 4 ]  |
| 12  |        | Binham Priory                       | Binham                                    | Norfolk                  | Benedictinos                   | 1539              |        |
| 13  |        | Bisham Abbey                        | Bisham                                    | Berkshire                | Agustinos                      | 1538              |        |
| 14  |        | Blackfriars, Derby                  | Derby                                     | Derbyshire               | Dominicos                      | 1539              | [ 5 ]  |
| 15  |        | Blackfriars, Leicester              | Leicester                                 | Leicestershire           | Dominicos                      | 1538              | [ 6 ]  |
| 16  |        | Blackfriars, Newcastle              | Newcastle upon Tyne                       | Tyne and Wear            | Dominicos                      | 1536              |        |
| 17  |        | Bolton Abbey                        | Bolton Abbey                              | North Yorkshire          | Agustinos                      | 1540              |        |
| 18  |        | Bordesley Abbey                     | Redditch                                  | Worcestershire           | Cistercienses                  | 1538              |        |
| 19  |        | Bourne Abbey                        | Bourne                                    | Lincolnshire             | Arrouaisian                    | 1536              |        |
| 20  |        | Boxgrove Priory                     | Boxgrove                                  | West Sussex              | Benedictinos                   | 1536              |        |
| 21  |        | Boxley Abbey                        | Boxley                                    | Kent                     | Cistercienses                  | 1537              |        |
| 22  |        | Bradley Priory                      | Bradley                                   | Leicestershire           | Agustinos                      | 1536              | [ 7 ]  |
| 23  |        | Breadsall Priory                    | Breadsall                                 | Derbyshire               | Canónigos regulares            | 1536              | [ 8 ]  |
| 24  |        | Breedon Priory                      | Breedon on the Hill                       | Leicestershire           | Canónigos regulares            | 1539              | [ 9 ]  |
| 25  |        | Bridlington Priory                  | Bridlington                               | East Riding of Yorkshire | Canónigos regulares            | 1538              |        |
| 26  |        | Brinkburn Priory                    | Brinkburn                                 | Northumberland           | Agustinos                      | 1536              |        |
| 27  |        | Brooke Priory                       | Brooke                                    | Rutland                  | Canónigos regulares            | 1535/6            | [ 10 ] |
| 28  |        | Bruern Abbey                        | Bruern                                    | Oxfordshire              | Cistercienses                  | 1536              | [ 11 ] |
| 29  |        | Bruton Abbey                        | Bruton                                    | Somerset                 | Augustinian Canons             | 1539              | [ 12 ] |
| 30  |        | Buckfast Abbey                      | Buckfastleigh                             | Devon                    | Cistercienses                  | 1539              |        |
| 31  |        | Buckland Abbey                      | Buckland Monachorum                       | Devon                    | Cistercienses                  | 1539              |        |
| 32  |        | Buildwas Abbey                      | Buildwas                                  | Shropshire               | Cistercienses                  | 1536              |        |
| 33  |        | Burnham Abbey                       | Burnham                                   | Buckinghamshire          | Augustinian Canons             | 1539              |        |
| 34  |        | Byland Abbey                        | Byland with Wass                          | North Yorkshire          | Cistercienses                  | 1538              |        |
| 35  |        | Calke Priory                        | Calke                                     | Derbyshire               | Agustinos                      | 1538              | [ 13 ] |
| 36  |        | Canons Ashby Priory                 | Canons Ashby                              | Northamptonshire         | Canónigos regulares            | 1536              |        |
| 37  |        | Cardigan Priory                     | Cardigan                                  | Ceredigion               | Benedictinos                   | 1538              | [ 14 ] |
| 38  |        | Carmarthen Friary                   | Carmarthen                                | Carmarthenshire          | Franciscanos                   | 1538              | [ 15 ] |
| 39  |        | Carmarthen Priory                   | Carmarthen                                | Carmarthenshire          | Canónigos regulares            | 1536              | [ 16 ] |
| 40  |        | Cartmel Priory                      | Lower Allithwaite                         | Cumbria                  | Canónigos regulares            | 1536              |        |
| 41  |        | Castle Acre Priory                  | Castle Acre                               | Norfolk                  | Cluniacenses                   | 1537              |        |
| 42  |        | Charterhouse London                 | City of London                            | Greater London           | Cartujanos                     | 1537              |        |
| 43  |        | Christchurch Priory                 | Christchurch                              | Dorset                   | Agustinos                      | 1539              |        |
| 44  |        | Cirencester Abbey                   | Cirencester                               | Gloucestershire          | Agustinos                      | 1539              |        |
| 45  |        | Cleeve Abbey                        | Old Cleeve                                | Somerset                 | Cistercienses                  | 1536              |        |
| 46  |        | Colchester Abbey                    | Colchester                                | Essex                    | Benedictinos                   | 1539              | [ 17 ] |
| 47  |        | Crowland Abbey                      | Crowland                                  | Lincolnshire             | Benedictinos                   | 1539              |        |
| 48  |        | Croxden Abbey                       | Croxden                                   | Staffordshire            | Cistercienses                  | 1538              |        |
| 49  |        | Croxton Abbey                       | Croxton Kerrial                           | Leicestershire           | Premonstratenses               | 1538              | [ 18 ] |
| 50  |        | Dalby and Heather Preceptory        | Old Dalby                                 | Leicestershire           | Orden de San Juan de Jerusalén | 1538              | [ 19 ] |
| 51  |        | Dale Abbey                          | Dale Abbey                                | Derbyshire               | Premonstratenses               | 1538              | [ 20 ] |
| 52  |        | Darley Abbey                        | Darley Abbey                              | Derbyshire               | Canónigos regulares            | 1538              | [ 21 ] |
| 53  |        | Delapré Abbey                       | Northampton                               | Northamptonshire         | Cluniac Nunnery                | 1538              |        |
| 54  |        | Dore Abbey                          | Abbey Dore                                | Herefordshire            | Cistercienses                  | 1536              |        |
| 54  |        | Dudley Priory                       | Dudley                                    | West Midlands            | Cluniacenses                   | 1539              |        |
| 55  |        | Dunstable Priory                    | Dunstable                                 | Bedfordshire             | Agustinos                      | 1540              |        |
| 56  |        | Easby Abbey                         | Easby                                     | North Yorkshire          | Premonstratenses               | 1537              |        |
| 57  |        | Egglestone Abbey                    | Barnard Castle                            | County Durham            | Premonstratenses               | 1540              |        |
| 58  |        | Evesham Abbey                       | Evesham                                   | Worcestershire           | Benedictinos                   | 1540              |        |
| 59  |        | Ewenny Priory                       | Ewenny                                    | Vale of Glamorgan        | Benedictinos                   | 1536              |        |
| 60  |        | Eye Priory                          | Eye                                       | Suffolk                  | Benedictinos                   | 1537              | [ 22 ] |
| 61  |        | Finchale Priory                     | Durham                                    | County Durham            | Benedictinos                   | 1535              |        |
| 62  |        | Folkestone Priory                   | Folkestone                                | Kent                     | Benedictinos                   | 1535              |        |
| 63  |        | Forde Abbey                         | Thorncombe                                | Dorset                   | Cistercienses                  | 1539              |        |
| 64  |        | Fountains Abbey                     | Lindrick with Studley Royal and Fountains | North Yorkshire          | Cistercienses                  | 1539              |        |
| 65  |        | Furness Abbey                       | Barrow in Furness                         | Cumbria                  | Cistercienses                  | 1537              |        |
| 66  |        | Garendon Abbey                      | Shepshed                                  | Leicestershire           | Cistercienses                  | 1536              | [ 23 ] |
| 67  |        | Gisborough Priory                   | Guisborough                               | North Yorkshire          | Agustinos                      | 1540              |        |
| 68  |        | Glastonbury Abbey                   | Glastonbury                               | Somerset                 | Benedictinos                   | 1539              |        |
| 69  |        | Grace Dieu Priory                   | Thringstone                               | Leicestershire           | Agustinos                      | 1538              | [ 24 ] |
| 70  |        | Greyfriars, Leicester               | Leicester                                 | Leicestershire           | Franciscanos                   | 1538              | [ 25 ] |
| 71  |        | Great Malvern Priory                | Malvern                                   | Worcestershire           | Benedictinos                   | 1539              |        |
| 72  |        | Gresley Priory                      | Church Gresley                            | Derbyshire               | Agustinos                      | 1536              | [ 26 ] |
| 73  |        | Hailes Abbey                        | Stanway                                   | Gloucestershire          | Cistercienses                  | 1539              |        |
| 74  |        | Halesowen Abbey                     | Halesowen                                 | West Midlands            | Premonstratenses               | 1538              |        |
| 75  |        | Haltemprice Priory                  | Willerby                                  | East Riding of Yorkshire | Agustinos                      | 1536              |        |
| 76  |        | Haughmond Abbey                     | Uffington                                 | Shropshire               | Agustinos                      | 1539              |        |
| 77  |        | Haverholme Priory                   | Ewerby and Evedon                         | Lincolnshire             | Cistercienses                  | 1539              |        |
| 78  |        | Hexham Abbey                        | Hexham                                    | Northumberland           | Benedictinos                   | 1537              |        |
| 79  |        | Holy Trinity Priory                 | Aldgate, City of London                   | Greater London           | Agustinos                      | 1532              | [ 27 ] |
| 80  |        | Jarrow Priory                       | Jarrow                                    | Tyne and Wear            | Benedictinos                   | 1536              |        |
| 81  |        | Jervaulx Abbey                      | East Witton                               | North Yorkshire          | Cistercienses                  | 1537              |        |
| 82  |        | Kidwelly Priory                     | Kidwelly                                  | Carmarthenshire          | Benedictinos                   | 1539              | [ 28 ] |
| 83  |        | King's Mead Priory                  | Derby                                     | Derbyshire               | Benedictinos                   | 1536              | [ 29 ] |
| 84  |        | Kirby Bellars Priory                | Kirby Bellars                             | Leicestershire           | Canónigos regulares            | 1536              | [ 30 ] |
| 85  |        | Kirkstall Abbey                     | Leeds                                     | West Yorkshire           | Cistercienses                  | 1539              |        |
| 86  |        | Lacock Abbey                        | Lacock                                    | Wiltshire                | Agustinos                      | 1539              |        |
| 87  |        | Lanercost Priory                    | Burtholme                                 | Cumbria                  | Agustinos                      | 1538              |        |
| 88  |        | Langdon Abbey                       | Dover                                     | Kent                     | Premonstratenses               | 1535              |        |
| 89  |        | Langley Priory                      |                                           | Leicestershire           | Benedictinos                   | 1536              | [ 31 ] |
| 90  |        | Launde Priory                       |                                           | Leicestershire           | Canónigos regulares            | 1539              | [ 32 ] |
| 91  |        | Leicester Abbey                     | Leicester                                 | Leicestershire           | Canónigos regulares            | 1538              | [ 33 ] |
| 92  |        | Leicester Austin Friary             | Leicester                                 | Leicestershire           | Agustinos                      | 1538              | [ 34 ] |
| 93  |        | Lenton Priory                       | Lenton, Nottingham                        | Nottinghamshire          | Cluniacenses                   | 1538              |        |
| 94  |        | Leonard Stanley Priory              | Leonard Stanley                           | Gloucestershire          | Benedictinos                   | 1538              | [ 35 ] |
| 95  |        | Lewes Priory                        | Lewes                                     | East Sussex              | Cluniacenses                   | 1537              |        |
| 96  |        | Lindisfarne Priory                  | Holy Island                               | Northumberland           | Benedictinos                   | 1536              |        |
| 97  |        | Llanthony Priory                    | Crucorney                                 | Monmouthshire            | Canónigos regulares            | 1538              |        |
| 98  |        | Ludlow Austin Friars                | Ludlow                                    | Shropshire               | Agustinos                      | 1538              |        |
| 99  |        | Ludlow White Friars                 | Ludlow                                    | Shropshire               | Carmelitas                     | 1538              |        |
| 100 |        | Maenan Abbey                        | Llanddoged and Maenan                     | Conwy                    | Cistercienses                  | 1536              | [ 36 ] |
| 101 |        | Malmesbury Abbey                    | Malmesbury                                | Wiltshire                | Benedictinos                   | 1539              |        |
| 102 |        | Margam Abbey                        | Margam                                    | Neath Port Talbot        | Cistercienses                  | 1536              |        |
| 103 |        | Mattersey Priory                    | Mattersey                                 | Nottinghamshire          | Gilbertinos                    | 1538              |        |
| 104 |        | Merton Priory                       | Merton                                    | London                   | Agustinos                      | 1538              |        |
| 105 |        | Michelham Priory                    | Arlington                                 | East Sussex              | Agustinos                      | 1537              |        |
| 106 |        | Milton Abbey                        | Milton Abbas                              | Dorset                   | Benedictinos                   | 1539              |        |
| 107 |        | Monkwearmouth Abbey                 | Sunderland                                | Tyne and Wear            | Benedictinos                   | 1536              |        |
| 108 |        | Mount Grace Priory                  | East Harlsey                              | North Yorkshire          | Cartujanos                     | 1539              |        |
| 109 |        | Neath Abbey                         | Dyffryn Clydach                           | Neath Port Talbot        | Cistercienses                  | 1539              |        |
| 110 |        | Netley Abbey                        | Hound                                     | Hampshire                | Cistercienses                  | 1536              |        |
| 111 |        | Newark Priory                       | Ripley                                    | Surrey                   | Agustinos                      | 1538              |        |
| 112 |        | Newbo Abbey                         | Sedgebrook                                | Lincolnshire             | Premonstratenses               | 1536              |        |
| 113 |        | Newminster Abbey                    | Morpeth                                   | Northumberland           | Cistercienses                  | 1537              |        |
| 114 |        | Newstead Abbey                      | Newstead                                  | Nottinghamshire          | Agustinos                      | 1539              |        |
| 115 |        | Nostell Priory                      | Nostell                                   | West Yorkshire           | Agustinos                      | 1540              | [ 37 ] |
| 116 |        | Owston Abbey                        |                                           | Leicestershire           | Canónigos regulares            | 1536              | [ 38 ] |
| 117 |        | Pontefract Priory                   | Pontefract                                | West Yorkshire           | Cluniacenses                   | 1540              | [ 39 ] |
| 118 |        | Penmon Priory                       | Llangoed                                  | Isle of Anglesey         | Agustinos                      | 1538              |        |
| 119 |        | Pershore Abbey                      | Pershore                                  | Worcestershire           | Benedictinos                   | 1539              |        |
| 120 |        | Prittlewell Priory                  | Prittlewell                               | Essex                    | Cluniacenses                   | 1536              |        |
| 121 |        | Quarr Abbey                         | Nr. Fishbourne                            | Isle of Wight            | Cistercienses                  | 1536              | [ 40 ] |
| 122 |        | Reading Abbey                       | Reading                                   | Berkshire                | Cluniacenses                   | 1538              |        |
| 123 |        | Repton Priory                       | Repton                                    | Derbyshire               | Agustinos                      | 1538              | [ 41 ] |
| 124 |        | Revesby Abbey                       | Revesby                                   | Lincolnshire             | Cistercienses                  | 1538              |        |
| 125 |        | Rievaulx Abbey                      | Rievaulx                                  | North Yorkshire          | Cistercienses                  | 1538              |        |
| 126 |        | Roche Abbey                         | Maltby                                    | South Yorkshire          | Cistercienses                  | 1538              |        |
| 127 |        | Romsey Abbey                        | Romsey                                    | Hampshire                | Benedictinos                   | 1539              |        |
| 128 |        | Rufford Abbey                       | Rufford                                   | Nottinghamshire          | Cistercienses                  | 1536              |        |
| 129 |        | Rushen Abbey                        | Malew                                     | Isle of Man              | Cistercienses                  | 1540              |        |
| 130 |        | Sawley Abbey                        | Sawley                                    | Lancashire               | Cistercienses                  | 1536              |        |
| 131 |        | Selby Abbey                         | Selby                                     | North Yorkshire          | Benedictinos                   | 1539              |        |
| 132 |        | Sempringham Priory                  | Pointon and Sempringham                   | Lincolnshire             | Gilbertinos                    | 1538              |        |
| 133 |        | Shap Abbey                          | Shap Rural                                | Cumbria                  | Premonstratenses               | 1540              |        |
| 134 |        | Shrewsbury Abbey                    | Shrewsbury                                | Shropshire               | Benedictinos                   | 1540              |        |
| 135 |        | Sibton Abbey                        | Yoxford                                   | Suffolk                  | Cistercienses                  | 1536              |        |
| 136 |        | St Bartholomew's Priory, Smithfield | Smithfield, City of London                | Greater London           | Augustinos                     | 1539              |        |
| 137 |        | St Albans Abbey                     | St Albans                                 | Hertfordshire            | Benedictinos                   | 1539              |        |
| 138 |        | St Augustine's Abbey                | Canterbury                                | Kent                     | Benedictinos                   | 1538              |        |
| 139 |        | St Bees Priory                      | St Bees                                   | Cumbria                  | Benedictinos                   | 1539              |        |
| 140 |        | St Faith Priory                     | Horsham St Faith and Newton St Faith      | Norfolk                  | Benedictinos                   | 1536              |        |
| 142 |        | St Gregory's Priory                 | Canterbury                                | Kent                     | Agustinos                      | 1535              |        |
| 142 |        | St Helen's Priory, Bishopsgate      | Bishopsgate, City of London               | Greater London           | Benedictinos                   | 1538              |        |
| 143 |        | St. James Priory, Derby             | Derby                                     | Derbyshire               | Cluniacenses                   | 1536              | [ 42 ] |
| 144 |        | St. John the Baptist Priory         | Andover, Hampshire                        | Hampshire                |                                | 1538              |        |
| 145 |        | St Mary's Abbey                     | York                                      | North Yorkshire          | Benedictinos                   | 1539              |        |
| 146 |        | St Mary's Priory                    | Coventry                                  | Warwickshire             | Benedictinos                   | 1539              |        |
| 147 |        | St Peter's Abbey                    | Gloucester                                | Gloucestershire          | Benedictinos                   | 1540              |        |
| 148 |        | St Werburgh's Abbey                 | Chester                                   | Cheshire                 | Benedictinos                   | 1538              |        |
| 149 |        | Strata Florida Abbey                | Ystrad Fflur                              | Ceredigion               | Cistercienses                  | 1539              |        |
| 150 |        | Stratford Langthorne Abbey          | West Ham                                  | Greater London           | Cistercienses                  | 1538              | [ 43 ] |
| 151 |        | Syon Abbey                          | Heston and Isleworth                      | Greater London           | Brigidinos                     | 1539              |        |
| 152 |        | Talley Abbey                        | Talley                                    | Carmarthenshire          | Premonstratenses               | 1536              |        |
| 153 |        | Tavistock Abbey                     | Tavistock                                 | Devon                    | Benedictinos                   | 1539              |        |
| 154 |        | Tewkesbury Abbey                    | Tewkesbury                                | Gloucestershire          | Benedictinos                   | 1539              |        |
| 155 |        | Thetford Priory                     | Thetford                                  | Norfolk                  | Cluniacenses                   | 1540              |        |
| 156 |        | Thornton Abbey                      | Thornton Curtis                           | Lincolnshire             | Agustinos                      | 1539              |        |
| 157 |        | Tintern Abbey                       | Tintern                                   | Monmouthshire            | Cistercienses                  | 1536              |        |
| 158 |        | Titchfield Abbey                    | Fareham                                   | Hampshire                | Premonstratenses               | 1537              |        |
| 159 |        | Tynemouth Priory                    | Tynemouth                                 | Tyne and Wear            | Benedictinos                   | 1538              |        |
| 160 |        | Ulverscroft Priory                  | Ulverscroft                               | Leicestershire           | Canónigos regulares            | 1539              | [ 44 ] |
| 161 |        | Vale Royal Abbey                    | Whitegate and Marton                      | Cheshire                 | Cistercienses                  | 1538              |        |
| 162 |        | Valle Crucis Abbey                  | Llantysilio                               | Denbighshire             | Cistercienses                  | 1537              |        |
| 163 |        | Walsingham Priory                   | Walsingham                                | Norfolk                  | Canónigos regulares            | 1538              |        |
| 164 |        | Waltham Abbey                       | Waltham Abbey                             | Essex                    | Canónigos regulares            | 1540              | [ 45 ] |
| 165 |        | Waverley Abbey                      | Farnham                                   | Surrey                   | Cistercienses                  | 1536              |        |
| 166 |        | Welbeck Abbey                       | Welbeck                                   | Nottinghamshire          | Premonstratenses               | 1538              |        |
| 167 |        | Wenlock Priory                      | Much Wenlock                              | Shropshire               | Cluniacenses                   | 1540              |        |
| 168 |        | Westminster Abbey                   | Westminster                               | Greater London           | Benedictinos                   | 1539              |        |
| 169 |        | Whalley Abbey                       | Whalley                                   | Lancashire               | Cistercienses                  | 1537              |        |
| 170 |        | Whitby Abbey                        | Whitby                                    | North Yorkshire          | Benedictinos                   | 1540              |        |
| 175 |        | Whitland Abbey                      | Llanboidy                                 | Carmarthenshire          | Cistercienses                  | 1539              | [ 46 ] |
| 176 |        | Woburn Abbey                        | Woburn                                    | Bedfordshire             | Cistercienses                  | 1538              |        |
| 177 |        | Woodspring Priory                   | Kewstoke                                  | Somerset                 | Agustinos                      | 1536              |        |
| 178 |        | Worcester Priory                    | Worcester                                 | Worcestershire           | Benedictinos                   | 1540              |        |
| 179 |        | Yeaveley Preceptory                 | Yeaveley                                  | Derbyshire               | Orden de San Juan de Jerusalén | 1540              | [ 47 ] |